# 제프리 다머
제프리 라이어널 다머(영어: Jeffrey Lionel Dahmer, 1960년 5월 21일 ~ 1994년 11월 28일)는 미국의 연쇄 살인범이다. "밀워키의 식인귀"(Milwaukee Cannibal)라는 별명이 있다.
1978년부터 1991년에 걸쳐 주로 밀워키주 또는 위스콘신주에서 10대를 포함한 17명을 살해하고 그 후에 시간, 사체 절단하고 그 인육을 먹기도 하였다. 이 잔학행위는 1990년대 초반의 미국을 뒤흔들었다. 또한 이 사건에서 밀워키 경찰 당국의 무능과 인종적, 성적 소수자에 대한 편견이 다머의 만행을 가능하게 했다고 혹독하게 비난받았다.

## 생애

### 유년기
다머는 1960년 5월 21일 위스콘신주 밀워키에서 텔레타이프 기계 강사 조이스 애넷 다머(혼전 성씨: 플린트·Flint)와 마퀘트대 화학과 학생 라이어널 허버트 다머의 두 아들 중 첫째로 태어났다. 라이어널 다머는 독일과 웨일스 혈통이었고 조이스 다머는 노르웨이와 아일랜드 혈통이었다.
다머는 유아인으로서 관심을 빼앗겼다는 주장이 제기됐다. 그러나 다른 소식통들은 다머의 어머니가 긴장하고, 관심과 연민을 모두 탐내고, 남편과 그들 이웃들과 논쟁을 벌이는 것으로 알려져 있음에도, 다머는 일반적으로 양부모에게 유아와 아기 때 괴롭힘을 당했다고 한다.
다머가 1학년에 접어들자 조이스는 병상에서 허약함을 회복하며 점점 더 많은 시간을 보내기 시작했다. 리오넬의 대학 공부 때문에 그는 대부분 집을 비웠다; 그가 집에 있을 때, 우울증을 앓는 그의 아내는 지속적인 관심을 잃었다. 그녀는 단순히 남편을 달래기 위해 사소한 일에도 불안감에 빠져들었다고 한다. 그녀는 에카닐과 함께 자살을 시도한 적이 있다. 결과적으로, 어느 부모도 아들에게 많은 시간을 할애하지 않았다.
다머는 "나른하고 행복한 아이"였지만 네 번째 생일 직전에 두 차례 탈장 수술을 받은 후 눈에 띄게 쇠약해졌다. 그는 어린 시절 부모 사이 극도의 긴장과 논쟁을 떠올렸다. 초등학교에서, 다머는 조용하고 소심한 사람으로 여겨졌다; 한 교사는 다머가 어머니의 병 때문에 그가 무시당하는 것을 느꼈다고 말했다. 그럼에도, 초등학교 때 다머는 소수 친구가 있었다.
어릴 때부터 다머는 죽은 동물에 관심을 나타냈다. 그는 처음에 잠자리와 나비 같은 큰 곤충을 항아리에 모았다. 나중에 그는 길가에서 동물 사체를 수집했고, 때때로 한 명 이상 친구들과 함께 갔다. 그는 이 동물들을 집이나 근처 삼림지에서 토막냈다. 한 친구 말에 따르면, 다머는 이 동물들을 토막내고 그 부품들을 가족의 도구로 만든 항아리에 저장했는데, 어떻게 동물들이 "함께 결합하는지" 궁금하다고 설명했다.
한 예로, 다머는 자신의 집 근처 숲에 있는 나무 십자가 옆에 있는 말뚝에 시체를 못질하고 두개골을 박기 전에 개의 사체를 죽였다. 죽은 동물에 대한 그의 매력은 4살 때 아버지가 가족의 집 아래에서 동물의 뼈를 제거하는 것을 보았을 때 시작되었을지도 모른다. 리오넬에 따르면 다머는 뼈들이 내는 소리에 "이상한 흥분"을 느꼈고, 동물 뼈에 몰두하게 되었다고 한다. 그는 때때로 가족의 집 아래나 주변에서 추가적인 뼈를 찾고, 그들의 뼈가 어디에 있는지 찾기 위해 살아있는 동물의 시체를 탐험했다.
1966년 10월, 그 가족은 오하이오주 도일스타운으로 이사했다. 조이스가 12월에 출산했을 때, 제프리는 그의 새로운 남동생의 이름을 선택할 수 있었다; 그는 데이비드라는 이름을 선택했다. 같은 해, 라이오넬은 학위를 받고 오하이오주 아크론 인근 지역에서 분석 화학자로 일하기 시작했다.
1968년에 그 가족은 오하이오주 배스 타운쉽으로 이사했다. 2년 후, 닭고기의 저녁식사 동안 다머는 라이오넬에게 닭 뼈를 표백제에 넣으면 어떻게 되느냐고 물었다. 리오넬은 다머의 호기심에 기뻐하며 동물 뼈를 안전하게 표백하고 보존하는 방법을 시연했다. 다머는 이러한 기술을 뼈 수집에 접목시켰다.

### 사춘기와 고등학교
리비어 고등학교 1학년 때부터 다머는 왕따로 보였다. 14살에 그는 학교에서 맥주와 술을 마시기 시작했다; 그는 반 친구들에게 그것이 그의 "약"이라고 말했다. 대체로 말이 통하지 않지만, 1학년 때, 다머는 직원들에게 예의 바르고 지능이 높지만 평균 성적을 가진 것으로 보였다. 그는 열렬한 테니스 선수였고 고등학교 밴드에서 잠시 활동했다.
그가 사춘기에 이르렀을 때, 다머는 그가 게이라는 것을 알았다; 그는 그의 부모님께 말하지 않았다. 10대 초반에, 비록 그들은 결코 성교를 하지 않았지만, 그는 다른 10대 소년과 잠깐의 관계를 가졌다. 나중에 인정함으로써 다머는 완전히 순종적인 남자 파트너를 지배하고 지배하는 공상을 하기 시작했다. 이러한 환상은 점차 해부와 얽히게 되었다. 그가 16살쯤 되었을 때, 다머는 자신이 매력적이라고 생각하는 특정한 남자 조깅 선수를 무의식적으로 만들어 자신의 몸을 성적으로 이용하는 환상을 떠올렸다. 한 번은 다머가 야구방망이로 수풀에 몸을 숨기고 누워 이 남자를 기다렸으나, 그는 그날을 지나치지 않았다. 다머는 나중에 이것이 누군가를 공격하려는 자신의 첫 시도라고 말했다.
RHS 동료들 사이에서 외톨이와 괴짜로 여겨졌음에도 불구하고, 다머는 "다머를 하는 것"으로 알려진 장난을 자주 치는 학급 광대 같은 존재가 되었다; 여기에는 학교와 지역 상점에서 비위를 맞추고 간질 발작이나 뇌성마비를 흉내 내는 것이 포함된다.
1977년이 되자 그의 성적은 떨어졌다. 그의 부모는 개인 교사를 고용했지만 성공에는 한계가 있었다. 같은 해, 그들의 결혼을 구하기 위한 시도로, 그의 부모는 상담회에 참석했다. 그들은 자주 말다툼을 계속했다. 1977년 9월 라이오넬이 조이스가 잠깐의 불륜을 저지른 것을 발견했을 때, 그들 둘은 아들들에게 그렇게 원만히 하고 싶다고 말하면서 이혼을 결정했다. 리오넬은 1978년 초에 집을 나갔다.
1978년 5월, 다머는 고등학교를 졸업했다. 졸업하기 몇 주 전, 그의 선생님들 중 한 명이 다머가 학교 주차장에 가까이 앉아 맥주 몇 캔을 마시는 것을 목격했다. 선생님이 이 문제를 보고하겠다고 협박하자 다머는 집에서 "많은 문제"를 겪고 있으며 학교 지도 상담원이 이를 알고 있다고 그에게 알렸다. 그 봄, 조이스와 데이비드는 친척들과 함께 살기 위해 가족 집을 떠났다. 다머는 막 18세가 되어 그 가족 집에 남아 있었다. 다머의 부모님의 이혼은 1978년 7월 24일에 확정되었다. 조이스는 어린 아들의 양육권과 위자료 지급을 받았다.

### 성인기
제프리 다머는 1978년 리비어 고등학교를 졸업하고 오하이오 주립 대학교에 입학했다. 입학하기 이전인 1978년 6월 18일 스티븐 힉스라는 18세 남성을 살해한 이후였다. 그는 오하이오 주립 대학교에서 수업을 거의 듣지 않고 서류가방에 술을 숨겨 두고 마셨다. 그는 기숙사가 비어 있을 때 룸메이트들의 물건을 훔쳐 고물상에도 판 적이 있었다. 결국 그는 학교에서 퇴학당했고, 아버지의 권유에 따라 군에 입대했다. 군에서 나온 이후에 초콜릿 공장에서 일을 했다. 그의 살인은 1978년 일어난 한 건을 제외하고 1987년부터 1991년에 집중적으로 일어났다.

### 체포
1991년 7월 22일 다머는 트레이시 에드워즈를 유혹해 집으로 데려와 이상한 약을 먹였다. 정신을 차린 에드워즈는 가까스로 탈출했고, 이에 수사를 나선 경찰은 그의 집을 수색해 인육이 있는 장면을 목격하고, 그를 체포했다. 체포된 이후 그는 위스콘신주에 있는 콜럼비아 교정 기관에 수감되었다.

### 재판과 죽음
1992년 2월 15일 미국 법원은 제프리 다머에게 징역 937년(사실상 종신형)을 선고했다. 다머가 거주하던 위스콘신 주는 1853년에 사형을 폐지한 상태였다. 수감 중이던 1994년 11월 28일 화장실 청소를 하던 중 크리스토퍼 스칼버와 다머와 인종 차별 관련 문제로 시비가 붙었고 스칼버가 체육관에서 몰래 갖고 온 쇠막대기에 다머는 머리를 맞았고 병원으로 이송되었으나 결국 사망했다. 같이 있던 제시 앤더슨이란 죄수도 함께 살해당했다. 유해는 다머의 부모에게 넘어갔으며 다머의 유언에 따라 무덤을 만들지 않았다.

## 피해자 목록
피해자 목록에는 살해, 상해를 입힌 연령대는 최소 14세 최대 32세까지이며, 33세 이상은 목록에 없다.
- 1978년 6월 18일 스티븐 힉스(18세)
- 1987년 11월 20일 스티븐 투오미(25세)
- 1988년 1월 16일 제임스 독스테이터(14세)
- 1988년 3월 24일 리처드 게레로(22세)
- 1989년 3월 25일 안토니 시어스(24세)
- 1990년 5월 20일 레이몬드 스미스(32세)
- 1990년 6월 14일 에드워드 스미스(27세)
- 1990년 9월 2일 어니스트 밀러(22세)
- 1990년 9월 24일 데이비드 토머스(22세)
- 1991년 2월 18일 커스티스 스트로터(17세)
- 1991년 4월 7일 에럴 린세이(19세)
- 1991년 5월 24일 토니 휴즈(31세)
- 1991년 5월 27일 코레낙 신사솜폰(14세)
- 1991년 6월 30일 맷 터너(20세)
- 1991년 7월 5일 제레미아 웨인버거(23세)
- 1991년 7월 15일 올리버 레이시(24세)
- 1991년 7월 19일 제임스 브래드호트(25세)

## 학력
- 리비어 고등학교(졸업)
- 오하이오 주립 대학교(퇴학)

## 제프리 다머를 다룬 작품
- 2002년 다머
- 2017년 내 친구 다머
- 2022년 다머 (괴물:제프리 다머 이야기)

## 같이 보기
- 존 웨인 게이시
- 테드 번디
- 윌리엄 보닌
- 티머시 맥베이
- 에일린 워노스
- 찰스 맨슨
- 크리스토퍼 스칼버
- 제시 앤더슨